# Nebojša Nikčević
Nebojša Nikčević, czar. Небојша Никчевић (ur. 20 lutego 1965) – czarnogórski szachista, arcymistrz od 1997 roku.

## Kariera szachowa
W roku 1991 podzielił wraz z Władimirem Burmakinem III miejsce w Belgradzie, w 1992 podzielił II miejsce (za Wiktorem Kuprejczykiem, a wraz z m.in. Hansem-Joachimem Hechtem) w otwartym turnieju w Cattolicy. W 1995 wynik ten powtórzył w kołowym turnieju w Clichy (za Manuelem Apicellą, wraz z Władysławem Tkaczewem i Davidem Marciano), w 1996 triumfował w Cetinje (przed m.in. Pawłem Tregubowem), w 1997 podzielił III miejsce (za Nikoła Mitkowem i Atanasem Kolewem, a wraz z m.in. Javierem Campos Moreno) w openie w Ourense, zwyciężył również w Argenteuil, natomiast w 1999 - w Quéven. W 2001 podzielił II miejsce w Belgradzie, natomiast w 2007 podzielił I miejsce (wraz z m.in. Robertem Zelciciem) w Cannes.
Reprezentował Czarnogórę  na drużynowych mistrzostwach Europy (w roku 2013).
Najwyższy ranking w karierze osiągnął 1 stycznia 1997 r., z wynikiem 2540 punktów dzielił wówczas 6-8. miejsce wśród jugosłowiańskich szachistów.